# 트래버스 측량
트래버스 측량(traverse surveying) 또는 다각측량은 측지망을 확립하기 위한 측량 방법의 하나이다. 즉, 거리와 방향각을 측정하여 평면 위치를 결정하는 측량 방법의 하나이다. 측량은 작업 순서에 따라 기준점을 정하는 골조측량과 세부측량으로 나누는데, 트래버스 측량은 중규모 이하의 골조측량에 해당한다. 삼각측량, 삼변측량에 의해 정해진 기준점의 보조 기준점 결정에 쓰이기도 한다. 노선, 하천, 제방같이 긴 형태의 지형 측량에 유리하다. 폐합 트래버스를 통해 면적을 계산할 수도 있다.
트래버스 측량은 각과 거리를 정확하게 측정해야 오차가 작은 정확한 값을 얻을 수 있다.

## 종류
개방트래버스, 결합트래버스, 폐합트래버스, 트래버스망이 있다.

### 개방트래버스
개방트래버스(open traverse)는 시점, 종점이 기지점이 아닌 경우를 말한다. 기지점에 연결되지 않아 측량결과를 점검할 수 없다. 따라서 높은 정도의 기준점 측량에는 사용할 수 없다. 개략적인 위치를 파악하기 위한 답사측량, 또는 하천·노선측량 기준점 설치에 사용된다. 시간이 덜 들어 경제적이다.

### 결합트래버스
결합트래버스(closed or fixed traverse)는 시점, 종점이 기지점인 경우를 말한다. 기지점에 연결되어 있으므로 측량결과를 점검할 수 있다. 트래버스 측량 중 가장 높은 정확도를 가진다. 넓은 지역의 정밀한 측량에 사용된다. 형태는 개방트래버스와 같지만, 시점과 종점이 미지점이 아닌 기지점이라는 차이만 있다.

### 폐합트래버스
폐합트래버스(closed-loop traverse)는 시점과 종점이 동일한 트래버스이다. 결합트래버스보다는 정도가 낮다. 소규모 측량에 사용된다. 형태는 닫힌 다각형이다.

### 트래버스망
개방, 결합, 폐합 트래버스 중 두 가지 이상이 지형과 측량 목적에 따라 결합된 것을 트래버스망(traverse network)이라 한다.

## 순서
1. 계획: 노선, 경제성을 고려하여 지형도를 보고 계획을 세운다. 기준점 성과표 등 행정업무에 관련된 서류도 준비한다.
2. 답사: 현장에 직접 가서 지형과 작업조건을 점검하여 계획에 수정이 필요하면 수정한다.
3. 선점: 현장에서 사용될 측점을 결정하는 것을 말한다. 선점은 측량의 능률과 정밀도에 영향을 준다.
4. 조표: 이미 설치된 측점을 제외하고 새로 설치할 신설점이거나 훼손된 측점인 경우 표석, 나무 또는 콘크리트 말뚝을 매설한다.
5. 거리관측
6. 각관측

## 각관측
각관측 방법은 교각법, 편각법, 방위각법 세 가지가 있다.

### 교각법
전측선과 다음측선이 이루는 각을 시계 또는 반시계방향으로 측정하는 방법. 협각법(included angle method)이라고도 한다. 폐합트래버스에서는 닫힌 다각형의 내각만을 관측하기 때문에 내각법이라고 하기도 한다. 관측결과가 다른 측점에서의 관측결과에 영향을 주지 않는다. 오차 발견과 재측이 쉽다. 배각법을 사용할 수도 있어 가장 광범위하게 쓰이는 각관측 방법이다. 결합, 폐합 트래버스에 많이 쓰인다. 20개 정도의 측점에 적절하다. 진행방향을 기준으로 각이 왼쪽에 있는지 오른쪽에 있는지에 따라 방위각 계산 시 부호가 달라진다.

결합트래버스의 좌측 우회전각 교각법
폐합트래버스의 내각 우회전각 교각법

### 편각법
전측선의 연장선을 기준으로 다음 측선에 대한 각을 재는 방법. 폭이 좁고 길이가 긴 지형(도로, 하천, 수로, 터널, 철도 등)에 적합하다. 주의할 점은 다음 측선이 전측선 연장선의 오른쪽에 있는지 왼쪽에 있는지에 따라 각을 재는 과정이 약간 달라진다는 것이다. 즉 전측선 연장선이 다음 측선의 오른쪽에 있으면 다음 측점을 기준으로 각을 초기화하고, 전측선 연장선이 다음 측선의 왼쪽에 있으면 전 측점을 기준으로 각을 초기화한다.
예로 든 그림에서 과정을 설명하면 다음과 같다.
1. B에 기계를 세웠을 때 연장선이 다음 측선의 오른쪽에 있으므로 다음 측점 C를 시준하고 각을 0으로 초기화
2. 망원경 반전, A 시준. 정위로 각관측하여 측점 B에서의 편각 결정
3. C에 기계를 세웠을 때 연장선이 다음 측선의 왼쪽에 있으므로 전 측점 B를 시준하고 각을 0으로 초기화
4. 망원경 반전, D 시준. 각관측하여 측점 C에서의 편각 결정

- 우편각: 전측선을 기준으로 우회각으로 잰 각. +로 표시.
- 좌편각: 전측선을 기준으로 좌회각으로 잰 각. -로 표시.

### 방위각법
방위각을 기준으로 트래버스측량을 하는 것을 말한다. 방위각 관측 시 발생한 오차가 계속되는 측정에 영향을 준다는 단점이 있으나, 측점의 위치, 좌표를 계산하는 데 편리하다는 장점이 있다. 노선측량, 지형측량에 널리 쓰인다.
방위각법은 첫번째 측선에 대해서만 방위각을 측정한다. 다음 측선부터는 망원경을 반전시키느냐 마느냐에 따라 반전법, 또는 고정법으로 방위각을 계산한다.

#### 반전법
망원경을 반전시키면서 기계적으로 측점 이동 간 발생하는 180도 각도 차이를 없애 방위각을 측정하는 방법이다.
1. 출발지점 A에 기계 설치. 기준 방향 N을 시준하고 0 set
2. B 시계방향 시준 후 고정. 방위각 αAB 기록. hold
3. B로 기계이동. 망원경 반전시켜 A 시준
4. 망원경 정위로 한 후, hold 풀고 C 시준. hold. 방위각 αBC 기록

측선이 계속되면 이 과정을 반복하면 된다. 그림에서와 같이 기준 N으로부터 측정한 방위각이 측정되게 된다.

#### 고정법
망원경을 반전시키지 않고 계산상에서 측점 이동 간 발생하는 180도 각도 차이를 없애 방위각을 측정하는 방법이다.
1. 출발지점 A에 기계 설치. 기준 방향 N을 시준하고 0 set
2. B 시계방향 시준 후 고정. 방위각 αAB 기록. hold
3. B로 기계이동. 망원경을 반전시키지 않고 A 시준
4. hold를 풀고 시계방향으로 기계를 회전시키면서 C 시준. hold. 관측된 각 기록. (이때 BC 방위각 {\displaystyle \alpha _{BC}=\alpha _{AB}+\alpha _{H}-180^{\circ }})

측선이 계속되면 이 과정을 반복하면 된다.

## 위치오차
트래버스 측량의 정확도는 각과 거리를 얼마나 정확하게 측정했느냐에 달려있다. 허용범위 이내의 오차라면 조정하고, 이외의 오차라면 다시 측량해야 한다.
각관측에 의한 위치오차

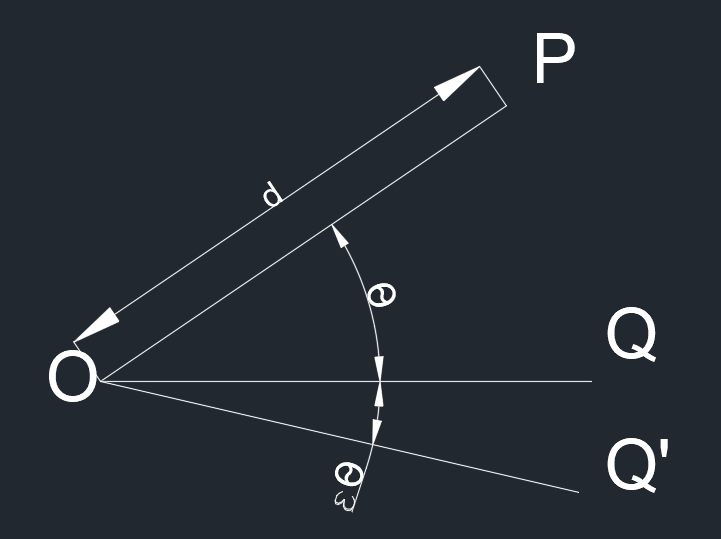
각관측 위치오차

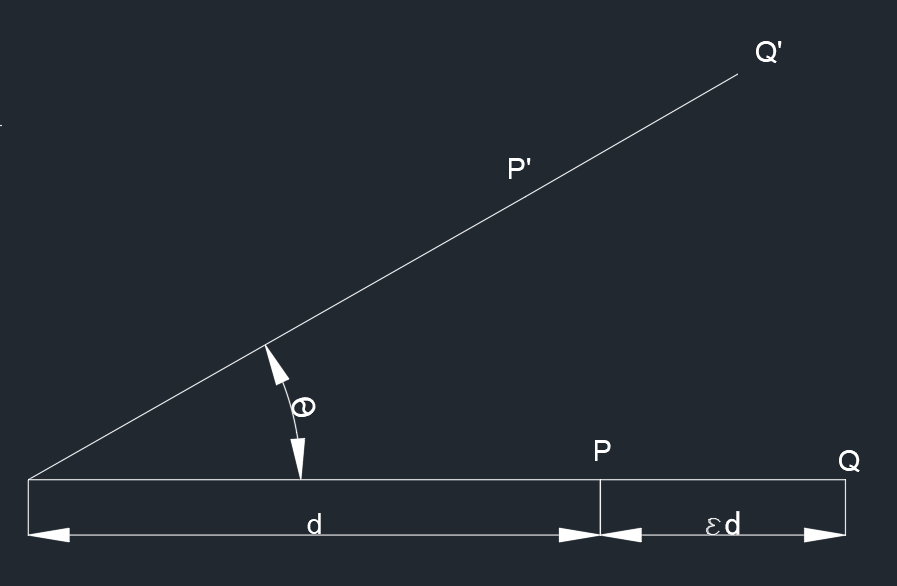
거리관측 위치오차

P에서 각 θ만큼 시계방향에 있는 Q점을 시준하려 했으나, 미소한 오차 εθ가 더해져 Q'점을 시준했다고 한다면 {\displaystyle {\overline {QQ'}}=d\cdot {\frac {\epsilon \theta ''}{\rho ''}}}
거리관측에 의한 위치오차
P'에서 각 θ만큼 시계방향에 있는 P점을 시준했으나, 미소한 거리 오차 εd가 더해져 Q'에서 각 θ만큼 시계방향에 있는 Q점을 시준하게 됐을 때 {\displaystyle {\overline {QQ'}}=\epsilon d\cdot {\frac {\theta ''}{\rho ''}}}

## 허용오차
트래버스 측량 수평각 허용오차 {\displaystyle E_{a}=\pm \epsilon _{a}{\sqrt {n}}}
εa: 한 측점에서 발생하는 오차
n: 관측횟수
| 대한민국 기준   | εa       |
| --------------- | -------- |
| 시가지          | 20″~ 30″ |
| 평탄지          | 30″~ 60″ |
| 산지, 복잡 지형 | 90″      |

관측결과 허용오차 이내의 오차가 나온 경우 조정한다.
- 경중률이 같을 때: 참값과 관측값의 차를 산술 평균하여 관측값에 더하거나 뺌
- 경중률이 다를 때: 오차를 경중률의 역수에 비례하도록 한 후 관측값에 더하거나 뺌

## 각오차

### 폐합 트래버스 각오차
폐합 트래버스 각오차를 구하는 것은 폐합 트래버스의 내각, 외각, 또는 편각 중 어느 것을 관측했느냐에 따라 달라진다. 기본적인 원리는 기하학적인 조건에 의한 각 총합이 관측한 각의 총합과 얼마나 차이가 나느냐 비교하는 것이다. 관측각을 {\displaystyle \alpha _{1},\alpha _{2},\cdots ,\alpha _{n}}, 이들의 총합을 [α]라고 하고 각각의 경우에 살펴보자.
내각 관측했을 때
다각형 내각 총합은 180°(n-2)이므로, 각오차를 Eα라 하면 {\displaystyle E_{\alpha }=[\alpha ]-180^{\circ }(n-2)}
외각 관측했을 때
각각 측점에서 내각은 360°-αi
다각형 내각 총합은
{\displaystyle 360^{\circ }-\alpha _{1}+360^{\circ }-\alpha _{2}+\cdots +360^{\circ }-\alpha _{n}=180^{\circ }(n-2)}
{\displaystyle 360^{\circ }n-[\alpha ]=180^{\circ }(n-2)}
따라서 각오차는
{\displaystyle {\begin{matrix}E_{\alpha }&=&[\alpha ]-360^{\circ }n+180^{\circ }(n-2)\\&=&[\alpha ]-180^{\circ }n+360^{\circ }\\&=&[\alpha ]-180^{\circ }(n+2)\\\end{matrix}}}
편각 관측했을 때
[α]=360°가 되어야 오차가 없는 것이다. 따라서 각오차 {\displaystyle E_{\alpha }=[\alpha ]-360^{\circ }}

### 결합 트래버스 각오차
결합 트래버스는 자오선과 측선의 위치에 따라 다음 유형으로 구분한다.
- OO형: 양끝 기지점이 모두 자오선 외부에 있을 때
- IO / OI형: 양끝 기지점 중 한 기지점만 자오선 내부에 있을 때
- II형: 양끝 기지점이 모두 자오선 내부에 있을 때

OO형
각 측선 방위각
{\displaystyle \alpha _{1}=\beta _{1}-(360-\alpha _{p})}
{\displaystyle \alpha _{2}=\alpha _{1}-180+\beta _{2}=\beta _{1}-(360-\alpha _{p})-180+\beta _{2}}
{\displaystyle \alpha _{3}=\alpha _{2}-180+\beta _{3}=\beta _{1}-(360-\alpha _{p})-180+\beta _{2}-180+\beta _{3}}
…
{\displaystyle {\begin{matrix}\alpha _{n}&=&\alpha _{n-1}-180+\beta _{n}\\&=&\beta _{1}-(360-\alpha _{p})-180+\beta _{2}-180+\beta _{3}-\cdots -180+\beta _{n}\\&=&\alpha _{p}+\beta _{1}+\beta _{2}+\cdots +\beta _{n}-180(n+1)\\&=&\alpha _{p}+[\beta ]-180(n+1)\end{matrix}}}
여기서 좌우변이 같으면 오차가 없는 것이나, 오차가 있다면 다음으로 정의한다.
{\displaystyle {\begin{matrix}E_{\alpha }&=&\alpha _{p}+[\beta ]-180(n+1)-\alpha _{n}\\&=&\alpha _{p}-\alpha _{n}+[\beta ]-180(n+1)\end{matrix}}}

## 참고 문헌
- 이재기; 최석근; 박경식; 정성혁 (2013). 《측량학1》 2판. 형설출판사. ISBN 978-89-472-7336-7.

## 같이 보기
- 경위의
- 거리측량
- 삼각측량법
- 방위각
- 방향